# José Mesejo

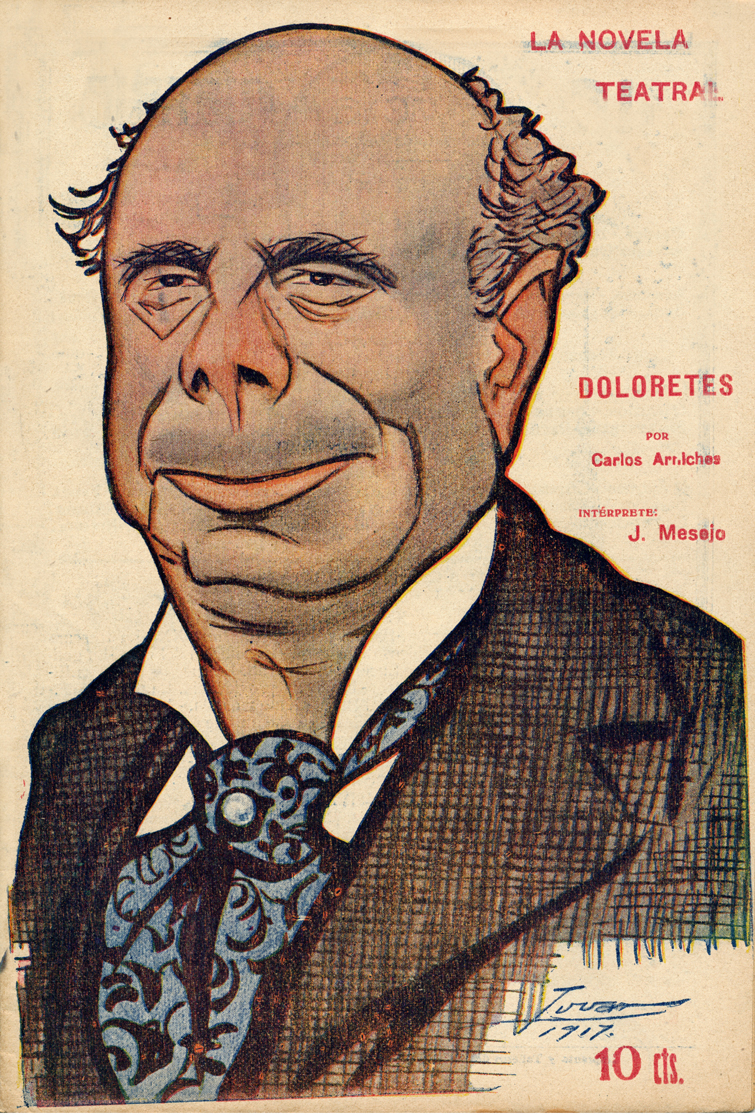
Caricatura del actor José Mesejo, por Manuel Tovar (1917)

José Mesejo (Madrid, 19 de marzo de 1841 — Madrid, 16 de enero de 1911) fue un actor, cantante lírico y director teatral español.

## Biografía
Se inició en el mundo de la interpretación siendo todavía muy joven. Desarrolló buena parte de su carrera en el Teatro Felipe, para pasar más tarde a la compañía del Teatro Apolo. En este local estrenó sus mayores éxitos: sainetes como El santo de la Isidra y Doloretes, ambas de Carlos Arniches y, sobre todo, piezas de zarzuela, algunas de las cuales, como La verbena de la Paloma o La revoltosa, están considerados como exponentes mayores en la historia del género chico por lo que consigue en recuerdo una calle de Madrid para su familia.

Se dedicó también a la comedia, dando vida a personajes de los Hermanos Álvarez Quintero o Carlos Arniches (El cabo primero, 1895; El pobre Valbuena, 1904), en sus últimos años de carrera actuaba con poco éxito por teatros de provincias llegando a dirigir una compañía por tierras tan poco dadas a la zarzuela como Palma de Mallorca.
Fue el fundador de la familia Mesejo y padre del también actor Emilio Mesejo.